# دیک دانکس
دیک دانکس (انگلیسی: Dick Danks; March 1865 – نوامبر ۱۹۲۹ (age 64)) بازیکن فوتبال اهل بریتانیا بود.
از باشگاه‌هایی که در آن بازی کرده‌است می‌توان به باشگاه فوتبال پورت ویل اشاره کرد.